# Euploea eboraci
Euploea eboraci is een vlinder uit de familie Nymphalidae, onderfamilie Danainae.
De wetenschappelijke naam van de soort is voor het eerst geldig gepubliceerd in 1894 door Henley Grose-Smith.
De soort komt alleen voor in Papoea-Nieuw-Guinea.